# Phil Roe
David Phillip Roe dit Phil Roe est un homme politique américain né le 21 juillet 1945 à Clarksville (Tennessee). Membre du Parti républicain, il est élu du Tennessee à la Chambre des représentants des États-Unis depuis 2009.

## Biographie
Phil Roe entre au conseil municipal de Johnson City en 2003 et devient adjoint au maire (vice mayor). En 2006, il se présente à la Chambre des représentants des États-Unis mais perd les primaires républicaines,. Il est élu maire de Johnson City l'année suivante.
En 2008, il candidate à nouveau dans le 1er district du Tennessee. Durant la primaire républicaine, il affronte le représentant sortant Davis Davis (en) dont c'est le premier mandat. Il remporte la primaire avec 486 voix d'avance sur environ 50 000 bulletins. Dans une circonscription qui n'a pas voté démocrate depuis la Reconstruction, Roe est élu représentant avec 71,8 % des suffrages. Il est depuis réélu tous les deux ans avec plus de 75 % des suffrages.